# Едмунд Халеј
Едмунд Халеј (29. октобар 1656 — Гринич, 14. јануар 1742) је био енглески астроном и геофизичар. Био је директор Гриничке опсерваторије и краљевски астроном, по ком је назив добила Халејева комета. Први је утврдио да су комете уочене 1682, 1601. и 1531. године исто тело које се периодично појављује. Израдио је први каталог сјајних звезда јужног неба и прву метеоролошку карту. Као један од секретара Краљевског друштва (британска академија наука у то време) охрабривао је Исака Њутна да објави своју чувену књигу „Математички принципи филозофије природе“, и побринуо се за њено штампање, које је помогао и сопственим финансијским средствима.

## Рана каријера
Халеј је рођен у Хагерстону у Мидлсексу. Према Халеју, његов датум рођења био је 8. новембра [по јулијском 29. октобра] 1656. Његов отац, Едмонд Халеј старији, потицао је из породице у Дербиширу и био је богат произвођач сапуна у Лондону. Као дете, Халеј је био веома заинтересован за математику. Студирао је у школи Светог Павла, где је развио своје почетно интересовање за астрономију, и изабран је за капетана школе 1671. Дана 3. новембра [по јулијском 24. октобра] 1672. умрла је Халејева мајка, Ана Робинсон. У јулу 1673, је почео да студира на Краљичином колеџу, Оксфорд. Халеј је са собом понео телескоп дуг 24 стопе, који је финансирао његов отац. Док је још био студент, Халеј је објавио радове о Сунчевом систему и сунчевим пегама. У марту 1675, писао је Џону Фламстиду, краљевском астроному (први у Енглеској), рекавши му да су водеће објављене табеле о позицијама Јупитера и Сатурна погрешне, као и неке од позиција звезда Тихоа Браха.

## Каријера

### Публикације и проналасци
Године 1676, Фламстид је помогао Халеју да објави свој први рад под насловом „Директна и геометријска метода проналажења афелије, ексцентричности и пропорција примарних планета, без претпоставке једнакости у угаоном кретању“, о планетарним орбитама, у делу Philosophical Transactions of the Royal Society. Под утицајем Фламстидовог пројекта да састави каталог звезда северне небеске хемисфере, Халеј је предложио да се уради исто за јужно небо, напуштајући школу да би то урадио. Одабрао је јужноатлантско острво Света Јелена (западно од Африке), са којег би могао да посматра не само јужне звезде, већ и неке од северних звезда са којима ће их упоредити. Краљ Чарлс II Стјуарт је подржао његов подухват. Халеј је допловио на острво крајем 1676. године, а затим је поставио опсерваторију са великим секстантом са телескопским нишанима. Током више од годину дана правио је запажања помоћу којих је направио први каталог јужног неба, и посматрао транзит Меркура преко Сунца. Фокусирајући се на ово последње запажање, Халеј је схватио да би се посматрање соларне паралаксе планете — што је идеалније коришћењем транзита Венере, који се не би догодио током његовог живота — могло користити за тригонометријско одређивање удаљености између Земље, Венере и Сунца.
Халеј се вратио у Енглеску у мају 1678. и искористио своје податке да направи мапу јужних звезда. Оксфорд није дозволио Халеју да се врати јер је прекршио услове боравка када је отишао на Свету Хелену. Апеловао је на Чарлса II, који је потписао писмо у коме је тражио да се Халеју безусловно додели диплома магистра уметности, коју је колеџ доделио 3. децембра 1678. године. Само неколико дана раније, Халеј је изабран за члана Краљевског друштва, са 22 године. Године 1679, објавио је Catalogus Stellarum Australium ('Каталог звезда Југа'), који укључује његову мапу и описе 341 звезде. Роберт Хук је представио каталог Краљевском друштву. Средином 1679, Халеј је отишао у Данциг (Гдањск) у име Друштва да помогне у решавању спора: пошто инструменти за посматрање астронома Јоханеса Хевелијуса нису били опремљени телескопским нишанима, Фламстид и Хук су довели у питање тачност његових запажања; Халеј је остао код Хевелија и проверио његова запажања, откривши да су прилично прецизна.
До 1681, Ђовани Доменико Касини је рекао Халеју о својој теорији да су комете објекти у орбити. У септембру 1682, Халеј је извршио серију посматрања онога што је постало познато као Халејева комета; његово име је постало повезано са њом због његовог рада на њеној орбити и предвиђања њеног повратка 1758. (што није доживео). Почетком 1686, Халеј је изабран на нову позицију секретара Краљевског друштва, захтевајући од њега да одустане од свог чланства и да управља преписком и састанцима, као и да уређује Филозофске трансакције. Такође 1686, Халеј је објавио други део резултата његове хеленске експедиције, што је рад и графикон о пасатима и монсунима. Симболи које је користио за представљање пратећих ветрова и даље постоје у већини савремених приказа временских карата. У овом чланку је идентификовао соларно грејање као узрок атмосферских кретања. Такође је установио везу између барометарског притиска и висине изнад нивоа мора. Његове карте су биле важан допринос новом пољу визуелизације информација.